# Кобыльня (приток Ингульца)
Кобыльная — река в Криворожском районе Днепропетровской области. Левый приток Ингульца (бассейн Днепра).

## Характеристика
Длина 22 км, площадь водосборного бассейна 120 км. Река равнинного типа. Сооружены несколько прудов.
В летний период пересыхает и не имеет постоянного водотока из-за того, что расположена в глубокой балке с большим уклоном. Во время паводка пруды в балке переполняются и река выходит из берегов и иногда затапливает усадьбы села Анновки.
Берёт начало у села Степное. Течёт преимущественно на юг, в низовьях — юго-западнее. Впадает в Ингулец юго-западнее села Анновки.
В долине реки создан региональный ландшафтный парк «Балка Кобыльная».